# Preston Smith (Texas)
Preston Earnest Smith, né le 8 mars 1912 à Corn Hill et mort le 18 octobre 2003 à Lubbock, est un entrepreneur et homme politique américain, ayant été le 40e gouverneur du Texas de 1969 à 1973. Membre du parti démocrate, il est le 35e lieutenant-gouverneur de 1963 à 1969. 

## Biographie
Smith naît au sein d'une famille de métayers de 13 enfants à Corn Hill, une ville du Comté de Williamson, ayant été absorbé par la ville de Jarrell avoisinante,. La famille déménage à Lamesa, où Smith obtient l'équivalent du baccalauréat en 1928. En 1934, il reçoit une licence de gestion de l'Université Texas Tech. Il fonde une entreprise de cinéma à Lubbock et investit dans l'immobilier,. 

## Carrière politique
Smith est élu pour la première fois à la Chambre des représentants du Texas en 1944, puis au Sénat du Texas en 1956. 
L'investiture de Smith, le 21 janvier 1969, a été surnommée "la saveur des Plaines du Sud". La fanfare de l'Université Texas Tech mène le défilé derrière le capitaine de gendarmerie et le porte-drapeau. Un membre masqué des Red Raiders de Texas Tech monte à cheval avec la fanfare. Le gouverneur et Mme Smith, tous deux diplômés de l'Université Texas Tech, les suivent dans un cabriolet. Les autres membres de la famille Smith se joignent au défilé, suivis du nouveau lieutenant-gouverneur, Ben Barnes. La fanfare de la Lamesa High School, lycée au sein duquel Smith a étudié, est en première ligne des fanfares lycéennes. Avant la prestation de serment, la première à être diffusée à la télévision dans l'histoire du Texas, Smith avait été fêté lors d'un dîner de victoire à 25 $ par couvert à l'Auditorium municipal d'Austin, c'est-à-dire le Long Center for the Performing Arts,. 
En 1971 et 1972, Smith est impliqué dans le scandale de Sharpstown, un scandale pump and dump, l'ayant finalement mené à sa chute. Smith perd sa candidature de troisième mandat pour la direction du Texas face à Dolph Briscoe d'Uvalde lors de la primaire démocrate de 1972.

## Fin de vie
Après avoir quitté sa fonction, Smith retourne à Lubbock, où il s'implique dans les affaires municipales et civiques. Bien qu'il tente un retour politique lors des élections du gouverneur du Texas de 1978, il est vaincu lors de la primaire. 
Smith préside le Conseil de coordination de l'enseignement supérieur du Texas. Il meurt le 18 octobre 2003 à Lubbock, âgé de 91 ans. 